# NGC 6551
NGC 6551 est une entrée du New General Catalogue qui concerne un corps céleste perdu ou inexistant ou encore un groupe d'étoiles dans la constellation du Sagittaire. Cet objet a été enregistré par l'astronome américain Francis Leavenworth le 7 juillet 1885.